# Lambareiði
Lambareiði (dánul: Lambaejde) település Feröer Eysturoy nevű szigetén. Közigazgatásilag Runavík községhez tartozik.

## Földrajz

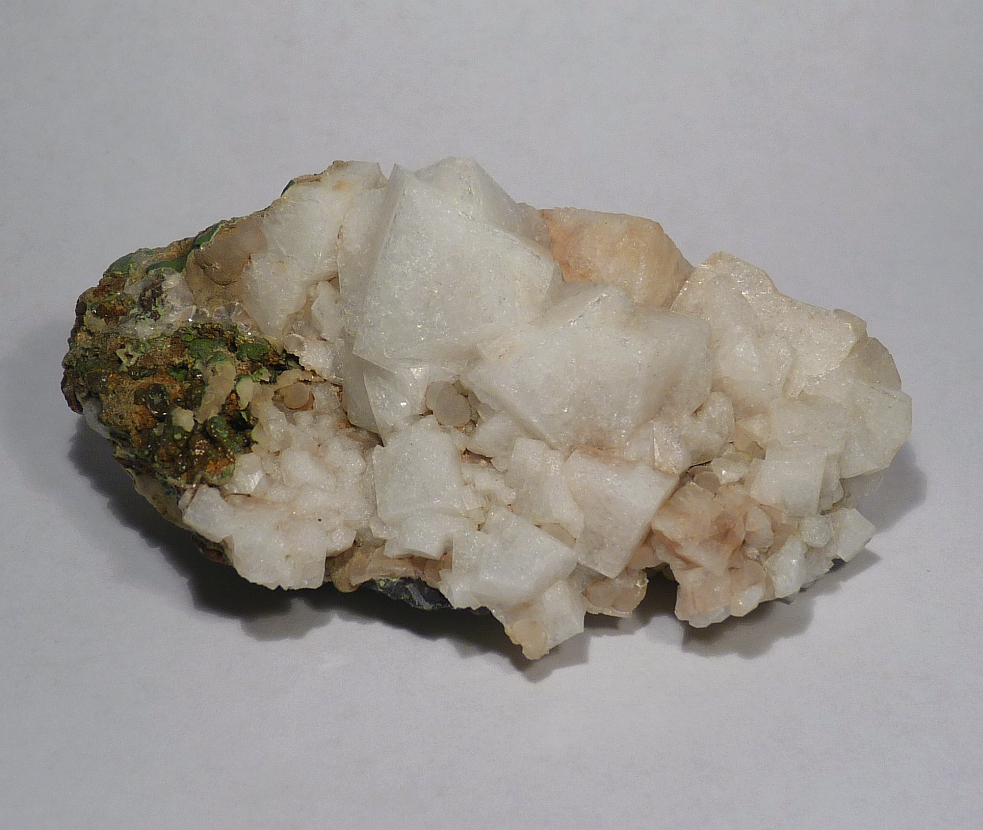
A település közelében talált chabazit ásvány

A Skálafjørður keleti partja és a Lambavík között húzódó völgyben fekszik.

## Történelem
A települést 1878-ban alapították. Az első betelepülők a søldarfjørðuri Jørgen Solmunde és a skáliból származó Maria Elisabeth Magnussen voltak.

## Népesség
| Év              | Lakosság |
| --------------- | -------- |
| 1986. január 1. | 10       |
| 1991. január 1. | 9        |
| 1996. január 1. | 10       |
| 2001. január 1. | 13       |
| 2006. január 1. | 14       |

## Közlekedés
Lambareiði a Skálafjørður keleti partján futó észak-déli irányú út keleti oldalán fekszik; itt ágazik ki a keleti irányba, Lambi felé vezető út, amely voltaképpen Lambareiði főutcája. A település nyugati végét érinti a 205-ös és a 440-es buszjárat.